# HD154225
HD154225 — хімічно пекулярна зоря спектрального класу A5, що має видиму зоряну величину в смузі V приблизно  8,0.
Вона  розташована на відстані близько 607,4 світлових років від Сонця.

## Фізичні характеристики
Телескоп Гіппаркос зареєстрував фотометричну змінність  даної зорі з періодом    0,14 доби в межах від  Hmin= 8,13 до  Hmax= 8,04.